# بورده (ناحیه)
بورده (به آلمانی: Landkreis Börde) یک ناحیه در آلمان است که در زاکسن-آنهالت واقع شده‌است. بورده ۱۸۷٬۸۳۳ نفر جمعیت دارد.